# Championnat de Biélorussie de football 1994-1995
Navigation
Saison précédente Saison suivante
La saison 1994-1995 du Championnat de Biélorussie de football est la quatrième édition de la première division biélorusse depuis que la république a acquis son indépendance de l'ex-URSS en août 1991. Elle regroupe seize clubs biélorusses au sein d'une poule unique qui s'affrontent en matchs aller et retour. En fin de saison, les deux derniers du classement sont relégués en deuxième division et remplacés par les deux meilleurs clubs de cette dernière compétition.
C'est le Dinamo Minsk, triple champion en titre, qui remporte à nouveau le championnat, en terminant avec trois points d'avance sur le Dvina Vitebsk et six sur le Dinamo-93 Minsk. Il s'agit du quatrième titre de champion de Biélorussie de l'histoire du club qui se qualifie dans la foulée pour la Coupe UEFA 1995-1996, tandis que le Dinamo-93, vainqueur de la coupe nationale, obtient sa place pour la Coupe des coupes et que le Dniepr Mahiliow se qualifie pour la Coupe Intertoto 1995.

## Clubs participants
Un total de seize équipes participent à la saison 1994-1995, quinze d'entre elles étant déjà présentes la saison précédente tandis que l'Obouvchtchik Lida, vainqueur de la deuxième division, est promu en première division pour remplacer le Stroïtel Staryïa Darohi, relégué à l'issue de la dernière édition.
Durant la pré-saison, le KIM Vitebsk change de nom pour devenir le Dvina tandis que le Fandok Babrouïsk devient le FK Babrouïsk.
Légende des couleurs
- Premier tour de la Coupe UEFA 1994-1995.
- Tour préliminaire de la Coupe des coupes 1994-1995.
- Promu de deuxième division.

| Club                | Classement 1993-1994 | Présent depuis | Stade               | Capacité théorique |
| ------------------- | -------------------- | -------------- | ------------------- | ------------------ |
| Dinamo Minsk        | 1                    | 1992           | Stade Dinamo        | 50 050             |
| Dinamo-93 Minsk     | 2                    | 1992           | Stade Traktor       | 25 000             |
| Dvina Vitebsk       | 3                    | 1992           | Stade Dinamo        | 5 500              |
| Dniepr Mahiliow     | 4                    | 1992           | Stade Spartak       | 12 000             |
| FK Babrouïsk        | 5                    | 1992           | Stade Spartak       | 5 000              |
| Torpedo Minsk       | 6                    | 1992           | Stade Torpedo       | 5 000              |
| Chinnik Babrouïsk   | 7                    | 1993           | Stade Spartak       | 4 800              |
| Dinamo Brest        | 8                    | 1992           | Stade Dinamo        | 10 500             |
| FK Maladetchna      | 9                    | 1992           | Stade municipal     | 5 600              |
| Lokomotiv Vitebsk   | 10                   | 1992           | Stade Dinamo        | 5 500              |
| Nioman Hrodna       | 11                   | 1992           | Stade Nioman        | 14 000             |
| Vedrytch Retchytsa  | 12                   | 1992           | Stade Retchytsadrev | 4 000              |
| Chakhtior Salihorsk | 13                   | 1992           | Stade Chakhtior     | 5 000              |
| Torpedo Mahiliow    | 14                   | 1992           | Stade Torpedo       | 4 000              |
| Homselmach Homiel   | 15                   | 1992           | Stade Homselmach    | 5 000              |
| Obouvchtchik Lida   | 1 (D2)               | 1994           | Stade municipal     | 2 870              |

## Compétition
Le barème de points servant à établir le classement se décompose ainsi :
- Victoire : 2 points
- Match nul : 1 point
- Défaite : 0 point

### Classement
| Rang | Équipe              | Pts | J  | G  | N  | P  | Bp | Bc | Diff |
| ---- | ------------------- | --- | -- | -- | -- | -- | -- | -- | ---- |
| 1    | Dinamo Minsk        | 48  | 30 | 20 | 8  | 2  | 83 | 24 | +59  |
| 2    | Dvina Vitebsk       | 45  | 30 | 16 | 13 | 1  | 46 | 15 | +31  |
| 3    | Dinamo-93 Minsk     | 42  | 30 | 16 | 10 | 4  | 52 | 22 | +30  |
| 4    | FK Maladetchna      | 35  | 30 | 12 | 11 | 7  | 48 | 30 | +18  |
| 5    | Dniepr Mahiliow     | 33  | 30 | 12 | 9  | 9  | 44 | 35 | +9   |
| 6    | Torpedo Minsk       | 32  | 30 | 11 | 10 | 9  | 36 | 29 | +7   |
| 7    | Nioman Hrodna       | 31  | 30 | 10 | 11 | 9  | 26 | 27 | -1   |
| 8    | Obouvchtchik Lida P | 30  | 30 | 10 | 10 | 10 | 32 | 36 | -4   |
| 9    | Vedrytch Retchytsa  | 28  | 30 | 10 | 8  | 12 | 24 | 33 | -9   |
| 10   | Dinamo Brest        | 28  | 30 | 9  | 10 | 11 | 33 | 33 | 0    |
| 11   | Torpedo Mahiliow    | 28  | 30 | 8  | 12 | 10 | 28 | 32 | -4   |
| 12   | FK Babrouïsk        | 28  | 30 | 8  | 12 | 10 | 31 | 36 | -5   |
| 13   | Chinnik Babrouïsk   | 23  | 30 | 7  | 9  | 14 | 31 | 50 | -19  |
| 14   | Chakhtior Salihorsk | 20  | 30 | 5  | 10 | 15 | 22 | 41 | -19  |
| 15   | Homselmach Homiel   | 18  | 30 | 6  | 6  | 18 | 26 | 59 | -33  |
| 16   | Lokomotiv Vitebsk   | 11  | 30 | 3  | 5  | 22 | 14 | 74 | -60  |

|  | Qualification pour la Coupe UEFA 1995-1996       |
|  | Qualification pour la Coupe des Coupes 1995-1996 |
|  | Qualification pour la Coupe Intertoto 1995       |
|  | Relégation en deuxième division                  |

## Bilan de la saison
| Championnat de Biélorussie de football 1994-1995 |                         |
| Champion                                         | Dynamo Minsk (4e titre) |
| Coupes et trophées                               |                         |
| Vainqueur de la Coupe de Biélorussie 1994-1995   | Dynamo-93 Minsk         |
| Qualifications continentales                     |                         |
| Coupe des Coupes 1995-1996                       | Dynamo-93 Minsk         |
| Coupe UEFA 1995-1996                             | Dynamo Minsk            |
| Coupe Intertoto 1995                             | FK Dnepr Moguilev       |
| Promotions et relégations                        |                         |
| Promus en Premier League                         | FK Ataka Minsk          |
| Promus en Premier League                         | MPKZ Mozyr              |
| Relégués en First League                         | Gomselmash Gomel        |
| Relégués en First League                         | Lokomotiv Vitebsk       |